# Frederick George Donnan
Frederick George Donnan, född 6 september 1870 i Colombo, Sri Lanka, död 16 december 1956 i Canterbury, Kent, var en irländsk kemist, som blev professor i oorganisk och fysikalisk kemi i London 1913. Han är känd för sina undersökningar över de jämviktsförhållanden som uppstår vid semipermeabla membraner, kallad Donnans jämvikt och tillbringade större delen av sin karriär vid University College London.

## Biografi
Donnan var son till William Donnan, en köpman i Belfast, och dennes hustru, Jane Ross Turnley Liggate. Han tillbringade sitt tidiga liv i Ulster. Han var blind på ena ögat till följd av en olycka i barndomen och visas ofta i profil. Han studerade vid Queen's College i Belfast där han tog en kandidatexamen 1894 och fortsatte vid universitetet i Leipzig under handledning av Wilhelm Ostwald, vilket resulterade i en doktorsexamen 1896, följt av forskning för J. H. van't Hoff. Donnan blev sedan forskarstuderande vid University College London och anslöts 1901 till den akademiska personalen. 
Donnan dog i Canterbury 1956. Han var ogift och hade inga barn.

## Karriär och vetenskapligt arbete
År 1903 blev Donnan lektor i organisk kemi vid Royal College of Science, Dublin och fick sedan en professur i fysikalisk kemi vid University of Liverpool 1906. År 1913 återvände han till University College London, där han stannade till sin pensionering och tjänstgjorde som institutionschef från 1928 till 1937.
Under första världskriget var Donnan konsult till krigsmaterielministeriet och arbetade tillsammans med kemiingenjör K.B. Quinan på anläggningar för fixering av kväve, för föreningar som är nödvändiga för tillverkning av ammunition. Det var för detta arbete som Donnan fick Brittiska imperieorden 1920. Det var också under denna period som han myntade ordet aerosol. Han sades ha varit "en tidig entusiast för denna nya disciplin av kemiteknik", och efter kriget var han nära involverad med företaget Brunner Mond i utvecklingen av ett stort kemiskt verk i Billingham.
Donnans rapport från 1911 om membranjämvikt var viktig för läder- och gelatinteknik, men ännu mer för att förstå transporten av material mellan levande celler och deras omgivning. Det var om denna så kallade Donnan-jämvikt som han ofta blev ombedd att föreläsa över hela Europa och Amerika, och är i stort sett den enda vetenskapliga forskningen som han är ihågkommen för idag. Donnan-jämvikten är fortfarande ett viktigt begrepp för att förstå jontransport i celler. 
Strax före andra världskriget var Donnan aktiv i att hjälpa europeiska flyktingar som ville fly från nazisterna. Bland dem han assisterade var Hermann Arthur Jahn och Edward Teller, som skrev sin uppsats om Jahn-Teller-effekten medan de var i London.

## Utmärkelser och hedersbetygelser
- Fellow of the Royal Society,  5 april 1911
- Kommendör av 2 klass av Brittiska imperieorden,  1920
- Longstaff Prize,  1924[6]
- Honoris causa,  1925[7]
- Davymedaljen,  1928[8]
- Liversidge-priset,  1928[9]
- Honoris causa

[Redigera Wikidata]
Donnan var 
- grundare av Faraday Society och dess ordförande 1924–1966,[15]
- ledamot av Chemical Society och ordförande 1937-39,
- ordförande för British Association of Chemists 1940-41.